# Tatums
Tatums és un poble dels Estats Units a l'estat d'Oklahoma. Segons el cens del 2000 tenia 172 habitants.

## Demografia
Segons el cens del 2000, Tatums tenia 172 habitants, 67 habitatges, i 46 famílies. La densitat de població era de 33 habitants per km².
Dels 67 habitatges en un 26,9% hi vivien nens de menys de 18 anys, en un 31,3% hi vivien parelles casades, en un 29,9% dones solteres, i en un 31,3% no eren unitats familiars. En el 29,9% dels habitatges hi vivien persones soles el 13,4% de les quals corresponia a persones de 65 anys o més que vivien soles. El nombre mitjà de persones vivint en cada habitatge era de 2,57 i el nombre mitjà de persones que vivien en cada família era de 3,22.
Per edats la població es repartia de la següent manera: un 29,1% tenia menys de 18 anys, un 8,1% entre 18 i 24, un 25% entre 25 i 44, un 20,9% de 45 a 60 i un 16,9% 65 anys o més.
L'edat mediana era de 39 anys. Per cada 100 dones de 18 o més anys hi havia 76,8 homes.
La renda mediana per habitatge era d'11.146 $ i la renda mediana per família de 12.375 $. Els homes tenien una renda mediana de 20.417 $ mentre que les dones 20.000 $. La renda per capita de la població era de 7.125 $. Entorn del 47,2% de les famílies i el 51,9% de la població estaven per davall del llindar de pobresa.

## Poblacions més properes
El següent diagrama mostra les poblacions més properes.